# Husbands and Knives
"Husbands & Knives" (em português: Maridos e Facas) é o sétimo episódio da décima nona temporada de The Simpsons, exibido originalmente nos Estados Unidos atraves da Rede FOX em 18 de novembro de 2007. No episódio, surge uma nova loja de quadrinhos na cidade e Marge abre uma academia só para mulheres, onde se dá bem.
O episódio conta com as participações especiais de Alan Moore, Art Spiegelman e Dan Clowes e principalmente a de Jack Black, que interpretou Milo.

## Enredo
Após Milhouse ter acidentalmente estragado um pouco uma revista do Wolverine, o Cara dos Quadrinhos apresenta às crianças algumas opções sobre para onde elas devem ir (que não seja a sua loja), entre elas está incluída uma nova loja de quadrinhos do outro lado da rua, da qual ele não sabia da existência. Bart e Milhouse junto com todas as crianças vão para lá.
Enquanto Marge deixa Bart e Lisa na nova loja de quadrinhos, resolve ir a academia. Lá, ela descobre que uma academia normal não é feita para mulheres, e decide abrir a sua própria. Ela faz muito sucesso, mas Homer teme que quanto mais sucesso ela faça, mais queira o deixar.

## Produção
Alan Moore gravou suas linhas em outubro de 2006, depois que os escritores se aproximavam de sua então noiva Melinda Gebbie. Ele é um fã da série.